# Émile Masson (1888–1973)
Émile Masson (16 de outubro de 1888, Morlanwelz - 25 de outubro de 1973, Bierset) foi um ciclista profissional belga.
Atuou profissionalmente entre 1913-1925.

## Premiações
- 1920
  - 5º  do Tour de France

- 1922
  - vencedor das etapas 11 e 12 Tour de France